# (7046) Reshetnev
(7046) Reshetnev est un astéroïde de la ceinture principale.

## Description
(7046) Reshetnev est un astéroïde de la ceinture principale. Il fut découvert le 20 août 1977 à Naoutchnyï par Nikolaï Tchernykh. Il présente une orbite caractérisée par un demi-grand axe de 3,02 UA, une excentricité de 0,09 et une inclinaison de 10,1° par rapport à l'écliptique.

## Compléments